# نیشیئو مونه‌تسوگو
نیشیئو مونه‌تسوگو (به ژاپنی: 西尾宗次 Nishio Munetsugu)، نیشئو نیزائمون; نامشخص – ۱۶۳۵) سامورایی در دوره آزوچی–مومویاما و دوره ادو، ملازم ماتسودایرا تادانائو اهل ژاپن بود.
در طول لشکرکشی تابستانی در اوساکا در سال ۱۶۱۵، او به گروه اسلحه خانواده اچیزن ماتسودایرا تعلق داشت و سانادا نوبوشیگه (سانادا یوکیمورا) را که در محوطه معبد یاسویی در حال استراحت بود، با نیزه کشت. در نتیجه تلاش‌های او، پدر و پسر توکوگاوا ایه‌یاسو و توکوگاوا هیده‌تادا به او جوایزی دادند و ماتسودایرا تادانائو به او شمشیر و موارد دیگر داد و مجموع او را به ۱۸۰۰ ککو رساند.